# (3150) Tosa
(3150) Tosa es un asteroide perteneciente al cinturón de asteroides, descubierto el 11 de febrero de 1983 por Tsutomu Seki desde el Observatorio de Geisei, Geisei, Japón.

## Designación y nombre
Designado provisionalmente como 1983 CB. Fue nombrado Tosa en homenaje a Kochi localidad de residencia del descubridor que antes era conocida como Tosa.